# Fisioterapia em ortotraumatologia
A fisioterapia em ortotraumatologia estuda e atua em diagnostica e trata as disfunções musculoesqueléticas atua tanto na prevenção como no tratamento de distúrbios do sistema musculoesquelético, disfunções osteomioarticulares e tendíneas, resultantes de traumatismos ou de doenças osteomiodegenerativa e suas consequências imediatas e ou tardias, lesões por esforços repetitivos e patologias ortopédicas, de origem ortopédica ou decorrente de traumatismos, além de doenças de origem reumatológica.
Sua atuação incide em alívio de dores, melhora ou reestabelecimento de função, aumento da circulação, correção de deformidades, fortalecimento muscular, atuar ativamente na prevenção de novas alterações.

## Indicações
- Fratura
- Entorse
- Tendinite
- Artrite
- Artrose
- Bursite
- Pré e pós operatório
- Disfunção em ombro, cotovelo, punho, mão, quadril, joelho, tornozelo, pé e coluna.
- Dores em geral

## Recursos terapêuticos
Eletroterapia, Crioterapia e Cinesioterapia: TENS, FES, LASER, ondas curtas,ultrassom, infravermelho, geloterapia, terapia manual (mobilização e manipulação articular com intuito de diminuir dores, rigidez e reposicionamento do segmento), exercícios cinesioterápicos (exercícios para melhorar e ganho de amplitude de movimento, aumento da força muscular, treinar propriocepção e retorno as atividades).

## Criação da especialidade fisioterapia em ortotraumatologia
No Brasil, a especialidade foi reconhecida pelo COFFITO através da Resolução Nº 260, de 11 de Fevereiro de 2004. Desta forma, a Fisioterapia Traumato-Ortopédica Funcional é uma especialidade própria e exclusiva do profissional de Fisioterapia.
Para ser reconhecido um especialista como Fisioterapeuta Traumato-Ortopedia, o fisioterapeuta de cursar um curso de Pós-Graduação Lato Sensu, devidamente reconhecidos pelo MEC/INEP.
O fisioterapeuta especialista em Traumato-Ortopedia está capacitado para prestar assistência às demandas traumato-ortopédicas funcionais, desde a prevenção até ao tratamento propriamente dito.

## Mercado de trabalho
O fisioterapeuta Especialista em Traumato-Ortopedia pode atua em Clínicas de fisioterapia, centros de reabilitação, clubes, academias, hospitais, empresas e com atendimento domiciliar.